# Famille Washington
Pour les articles homonymes, voir Washington.
Cette page explique l’histoire ou répertorie les différents membres de la famille Washington.
La famille Washington est une famille américaine d'origine anglaise qui faisait partie à la fois de la Gentry britannique et de la Gentry américaine. Elle était importante dans l'Amérique coloniale et a atteint une grande importance économique et politique, en particulier dans la colonie de Virginie dans le milieu de la classe des planteurs, possédant plusieurs plantations très appréciées, gagnant principalement leur argent dans la culture du tabac. Les membres de la famille comprennent le premier président des États-Unis, George Washington (1732–1799), et son neveu, Bushrod Washington (1762–1829), qui a été Juge assesseur de la Cour suprême des États-Unis.
Les racines de la famille remontent au XIIe siècle dans le nord-est de l'Angleterre (d'un ancêtre du XIe siècle en Écosse)[réf. nécessaire] et ont émigré vers le Nouveau Monde au XVIIe siècle. John Washington, né en 1631 à Tring, Hertfordshire, en Angleterre, est arrivé dans la colonie de Virginie en 1657 après avoir fait naufrage,. La maison ancestrale de la famille était Washington Old Hall, située dans la ville de Washington.

## Filiation
- Lawrence Washington (1602-1652)
  - John Washington (c.1631-1677)
    - Lawrence Washington (1659-1698)
      - Augustine Washington (c.1694-1743)
        - George Washington (1732-1799), le premier président des États-Unis d'Amérique
        - John Augustine Washington
          - Bushrod Washington (1762–1829), Juge assesseur de la Cour suprême des États-Unis

        - Lawrence Washington (1718-1752)

### Période contemporaine
Depuis 2008, les parents vivants les plus proches de George Washington sont Paul Emory Washington et ses fils qui vivent à San Antonio, au Texas. Ils font partie des 8 000 autres parents vivants de George Washington par l'intermédiaire de ses frères Augustine et Samuel.

## Armes
|  | Notes Ces armoiries (trois étoiles rouges sur deux fasces rouges horizontales sur fond blanc) sont utilisées depuis 1938 comme base pour les armoiries et le drapeau du district de Columbia. On les trouve également sur le Purple Heart. Adoptées au XIVe siècle, par les Washington qui possédaient le Washington Old Hall, comté de Durham, en Angleterre. Cimier From a crest coronet, a raven rising wings elevated and addorsed proper. Blasonnement D'argent, à deux fasces de gueules accompagnées en chef de trois étoiles du même. Devise Exitus acta probat |